# Ted Gioia
Pour les articles homonymes, voir Gioia.
Ted Gioia, né le 21 octobre 1957 à Hawthorne dans l'état de la Californie aux États-Unis, est un critique, un historien et un pianiste de jazz américain.

## Biographie
Il naît à Hawthorne dans l'état de la Californie en 1957. Il a pour frère le poète américain Dana Gioia (en). Il étudie à l'université Stanford et à l'université d'Oxford puis à la Stanford Graduate School of Business dont il sort diplômé d'une maîtrise en administration des affaires. Il travaille par la suite comme consultant pour les cabinets Boston Consulting Group et McKinsey & Company dans l'univers de la finance internationale. 
Au début des années 1970, il découvre le jazz dans le club Lighthouse Café (en) à Hermosa Beach et se passionne dès lors pour cette musique. Au fil des ans, il devient un critique et un historien reconnu, auteur de plusieurs ouvrages sur l'univers du jazz, comme The History of Jazz, Delta Blues: The Life and Times of the Mississippi Masters who Revolutionized American music, The Jazz Standards: A Guide to the Repertoire, Love Songs : The Hidden History ou How to Listen to Jazz. Il écrit également des articles pour la presse, collaborant notamment avec les journaux, magazines et webzines The New York Times, Los Angeles Times, The Wall Street Journal, The American Scholar (en), The Musical Quarterly, The Daily Beast, Bookforum (en), Salon.com, The Dallas Morning News, San Francisco Chronicle, Los Angeles Review of Books (en), The Millions (en), The Atlantic, City Journal (en), The Threepenny Review (en), PopMatters et The Hudson Review (en). 
Comme pianiste et producteur, il collabore avec les musiciens Bobby Hutcherson, John Handy et Buddy Montgomery (en) au cours de sa carrière. Au sein de la formation Ted Gioia Trio, il sort en 1988 son premier album, The End of the Open Road. En 1990, une collaboration avec Mark Lewis amène l'album Tango Cool. En 1998, il signe son troisième album, The City is a Chinese Vase.

## Livres
- The Imperfect Art: Reflections on Jazz and Modern Culture (1988)
- West Coast Jazz: Modern Jazz in California 1945-1960

Première édition (1992)
Deuxième édition (1998)
- The History of Jazz

Première édition (1997)
Deuxième édition (2011)
- Work Songs (2006)
- Healing Songs (2006)
- Delta Blues: The Life and Times of the Mississippi Masters who Revolutionized American music (2008)
- The Birth (and Death) of the Cool (2009)
- The Jazz Standards: A Guide to the Repertoire (2012)
- Love Songs: The Hidden History (2015)
- How to Listen to Jazz (2016)